# Ligne d'Avranches à Saint-James
La ligne Avranches - Saint-James, aujourd'hui disparue, est une ancienne ligne de chemin de fer secondaire, à voie métrique, qui reliaient les villes d'Avranches et Saint-James dans le département de la Manche.

## Histoire
La ligne, de 17 km à voie métrique, d'Avranches à Saint-James est incluse dans l'acte de rétrocession de la concession de la ligne Pontorson - Mont-Saint-Michel, signé par le préfet et MM. Baër et Beldant, en 1899.
La ligne est mise en service par une compagnie fermière, la compagnie des tramways normands (TN) le 29 juillet 1901. L'inauguration officielle a lieu le 1er septembre 1901.
En 1928 la compagnie TN est remplacée par la Compagnie des chemins de fer normands (CFN).
La fermeture de la ligne a lieu le 31 décembre 1933.

## Infrastructure

### Stations
- Station Avranches-État
- Halte Saint-Martin - Saint-Quentin
- Halte Val-Saint-Père
- Station Pontaubault
- Viaduc sur la Sélune
- Halte Pontaubault-bourg
- Halte du Vey
- Station de Juilley
- Halte de la lande
- Halte Saint-Senier-en-Beuvron
- Halte de la croisette
- Station de Saint-james

### Links
- Ligne ferroviaire Avranches-Saint-James.